# Bruce Millan
Bruce Millan, né le 5 octobre 1927 à Dundee et mort le 21 février 2013 à Glasgow, d'une broncho-pneumonie, est un homme politique travailliste écossais. Il est Commissaire européen à la politique régionale du 6 janvier 1989 au 23 janvier 1995.

## Mandats politiques
- 8 octobre 1959 - 9 juin 1983 : Membre de la Chambre des communes pour la circonscription de Glasgow Craigton
- 1964 - 1966 : Sous-secrétaire d'État pour les forces aériennes
- 1966 - 1970 : Sous-secrétaire d'État pour l'Écosse
- 8 avril 1976 - 4 mai 1979 : Secrétaire d'État pour l'Écosse
- 4 mai 1979 - 31 octobre 1983 : Secrétaire d'État pour l'Écosse du cabinet fantôme
- 9 juin 1983 - 18 octobre 1988 : Membre de la Chambre des communes pour la circonscription de Glasgow Govan
- 6 janvier 1989 - 23 janvier 1995 : Commissaire européen à la politique régionale